# Garni
Garni (em armênio: Գառնի) é uma vila importante na província de Cotaique, na Armênia. É conhecida pelo templo clássico próximo. No censo de 2011, a população da vila era de 6 910 habitantes, contra 7 215 em 2001.

## Nome
Segundo a tradição histórica preservada na História da Armênia de Moisés de Corene, foi fundada pelo herói mítico Gelâmio, que a batizou Guelami (Gełami) em sua honra. Mais tarde, a rebatizou Garni em honra a seu neto Garnique, de cuja descendência nasceria Varaz (Vazaž), epônimo da família Varasnúnio e fundador de Razdã.